# Ferdinise Nébolle
Ferdinise Nébolle (17 mai 1855 - 10 décembre 1965) est une Martiniquaise reconnue comme étant la première supercentenaire de l’histoire de France,.

## Biographie
Ferdinise Nébolle est née le 17 mai 1855 dans la commune du Marin, en Martinique, en tant que l'une des six enfants de Rosa Nébolle (1830-1905),.
Dans les années 1870, elle a eu deux filles prénommées Louise et Marie.

### Record de longévité
Le 8 mars 1963, après le décès de Félicie Carrier, elle est devenue la nouvelle doyenne des français.
Presque deux ans plus tard, le 6 mars 1965, elle est devenue la femme la plus âgée du monde après le décès de la britannique Elizabeth Kensley son aînée de cinq jours.
Ferdinise Nébolle est devenue la première supercentenaire française le 17 mai 1965, date à laquelle elle a fêté ses 110 ans.
Elle est décédée le 10 décembre 1965, à l’âge de 110 ans et 207 jours. À sa mort, l’américaine Narcissa Rickman est devenue la nouvelle femme la plus âgée du monde.
Ferdinise Nébolle n’a jamais détenu le titre de doyenne de l’humanité puisque l’américain James King était plus âgé qu’elle et lui a survécu.
Elle fut la française ayant vécu le plus longtemps jusqu'à ce que Georgette Jeanmaire là dépasse le 8 août 1967.